# Michael Stearns
Michael Stearns (* 1948 in den USA) ist ein amerikanischer Soundpionier aus dem Ambient-Genre und Filmmusik-Komponist.

## Diskographie

### Solo-Alben
- Desert Moon Walk (1977) Continuum Montage
- Ancient Leaves (1978) Continuum Montage
- Sustaining Cylinders (1978) Continuum Montage
- Morning Jewel (1979) Continuum Montage
- Planetary Unfolding (1981) Continuum Montage
- Light Play (1983) Continuum Montage
- Lyra Sound Constellation (1983) Continuum Montage
- M’ocean (1984) Sonic Atmospheres
- Chronos (1984) Sonic Atmospheres
- Plunge (1986) Sonic Atmospheres
- Floating Whispers (1987) Sonic Atmospheres
- Encounter (1988) Hearts of Space
- Sacred Site (1993) Hearts of Space
- The Lost World (1995) Fathom/Hearts of Space
- The Light in the Trees (1996) amplexus
- Collected Ambient and Textural Works 1977–1987 (1996) Fathom/Hearts of Space
- Collected Thematic Works 1977–1987 (1996) Fathom/Hearts of Space
- Within (2000) Earth Turtle
- Spirits of the Voyage (2000) Earth Turtle
- The Middle of Time (2000) Earth Turtle
- The Storm (2001) Spotted Peccary

### Zusammenarbeit mit anderen Musikern
- Desert Solitaire (mit Steve Roach und Kevin Braheny) (1989) Fortuna/Celestial Harmonies
- Baraka (mit Dead Can Dance und anderen Musikern) (1992) Milan
- Singing Stones (mit Ron Sunsinger) (1994) Fathom/Hearts of Space
- Kiva (mit Steve Roach und Ron Sunsinger) (1995) Fathom/Hearts of Space
- Sorcerer (mit Ron Sunsinger) (2000) Spotted Peccary
- Samsara (mit Lisa Gerrard und Marcello de Francisci) (2011)

### Kompilationen
- Dali, The Endless Enigma (1990) Coriolis
- Deep Space (1994) Omni
- Musique Mechanique (1995) Celestial Harmonies
- Storm of Drones (1996) Sombient
- Celestial Journey (1996) Rising Star
- Songs of the Spirit (1997) Triloka
- Trance Planet 4 (1998) Triloka
- Soundscape Gallery 2 (1998) Lektronic Soundscapes